# Moldavsko na Letních olympijských hrách 2016
Moldavsko se účastnilo Letní olympiády 2016.

## Medailisté
| Medaile | Jméno              | Sport      | Soutěž          |
| ------- | ------------------ | ---------- | --------------- |
| Bronz   | Serghei Tarnovschi | Kanoistika | Muži C-1 1000 m |